# VAMP (中森明菜のアルバム)
『VAMP』（ヴァンプ）は、日本の歌手中森明菜のミニ・アルバム。このアルバムは1996年12月18日にMCAビクターよりリリースされた (CD: MVCZ-1002)。

## 背景
『VAMP』は、1996年12月18日にスペシャルパッケージ仕様の限定生産で、CD（規格品番: MVCZ-1002）で発売された全4曲収録のミニ・アルバムである。このアルバムのレコーディングは、Sound Valley、Victor Studio、TOWERSIDE Studioで行われた。本作のプロデュースは中森が務めた。収録楽曲は全曲新曲で、シングル作品は収録していない。ミニ・アルバムでのリリースは、1988年の『Wonder』以来およそ8年ぶりとなった。本作の帯コピーは「96ラストに送る中森明菜の秘めやかな楽しみ」で、「クール&セクシー」をコンセプトに、クラブ・ミュージック風のサウンドを採り入れている。1996年12月5日から同年12月26日まで11公演開催された1996 Xmas Dinner Showにて本作収録の全4曲を披露している。本作発売以来、この形態での再発売はされていないが、2008年2月にリリースされた中森の1990年代の楽曲を集めたベスト・アルバム『歌姫伝説 〜90's BEST〜』の初回限定盤の3枚目CDの2曲目から5曲目の収録楽曲として、本作全曲が収録された。

## チャート成績
本作は、オリコン週間アルバムチャートの1996年12月30日付で、最高順位30位を記録した。同チャートの100位以内においては、計5週に渡ってランクインしている。

## 収録曲
| #         | タイトル              | 作詞                       | 作曲                      | 編曲                   | 時間  |
| --------- | --------------------- | -------------------------- | ------------------------- | ---------------------- | ----- |
| 1.        | 「PRIDE AND JOY」     | HIROSHI YAMADA             | HIROFUMI ASAMOTO          | HIROFUMI ASAMOTO       | 4:13  |
| 2.        | 「EGOIST」            | KEN KATO                   | TON・SHOJI                | MASANORI SHIMADA       | 4:44  |
| 3.        | 「CRESCENT FISH」     | GORO MATSUI                | CHIKA UEDA                | U-ki                   | 4:51  |
| 4.        | 「METROPOLITAN BLUE」 | SERIKO NATSUNO（夏野芹子） | MASASHI CHIZAWA（千沢仁） | ITARU SAKOTA（迫田到） | 7:54  |
| 合計時間: | 合計時間:             | 合計時間:                  | 合計時間:                 | 合計時間:              | 21:42 |

## クレジット
『VAMP』のライナー・ノーツより
ミュージシャン
| - 岡田陽助：ギター (M-1) - 朝本浩文：プログラミング&アザー・インストゥルメンツ (M-1) - 島田昌典：キーボード (M-2) - 佐藤研二：ベース (M-2) - 小倉昌浩：ギター (M-2) | - ATSUSHI HASHIZUME：ドラムループ (M-2) - 北岡徹也：マニピュレーター (M-2) - 屋宜昌登：ギター (M-3) - U-ki：プログラミング&アザー・インストゥルメンツ (M-3) - 柿崎洋一郎：キーボード (M-4) | - YUKARIE：テノール・サックス (M-4) - SAKURA：コーラス、コーラス・アレンジメント (M-4) - 迫田到：プログラミング&アザー・インストゥルメンツ (M-4) |

スタッフ・リスト
| - プロデューサー：中森明菜 - ディレクター：宮脇秀有（MCAビクター） - アディショナル・ディレクター：藤原いくろう - ミックス・エンジニア：渡辺省二郎 (POWER BOX) (M-1)、林憲一 (VICTOR STUDIO) (M-2)、U-ki with 奥原英明 (VICTOR STUDIO) (M-3)、奥原英明 (VICTOR STUDIO) (M-4) - アシスタント・ミックス・エンジニア：SEIJI SEKINE・YOSHITAKA NAKAYAMA・TAKEMI ABE (VICTOR STUDIO) - エンジニア：渡辺省二郎 (POWER BOX) & YUTAKA SHIOYAMA (VICTOR STUDIO) (M-1)、林憲一 (VICTOR STUDIO) (M-2)、奥原英明 (VICTOR STUDIO) (M-3-4) | - アシスタント・エンジニア：SEIJI SEKINE (VICTOR STUDIO)、ATSUSHI IMAI (MIXER'S LAB)、TAKAHIRO SUZUKI (TOWERSIDE STUDIO) - マスタリング・エンジニア：山崎和重 (VICTOR STUDIO) - レコーディング・コーディネーター：横尾隆 (MUSIC LAND) - レコーディング・スタジオ：Sound Valley、Victor Studio、TOWERSIDE Studio - スーパーヴァイザー：HIROYUKI IWATA（MCAビクター） - エグゼクティブ・プロデューサー：TOSHIAKI EDA (NAPC)、JUN USAMI（MCAビクター） | - プロモーション・ディレクター：JINICHI NAKAMURA - 撮影：NOBORU MORIKAWA - スタイリスト：YOKO HIGASHINO - ヘアメイク：MITSURU KONO - アート・ディレクター&デザイナー：DIAMOND HEADS - デザイン・コーディネーター：TOMOE OHNISHI（MCAビクター） - スペシャル・サンクス：新倉芳美 (Y'tCo.,Ltd)、NOBUKO TANAKA (VICTOR STUDIO) - 岡田陽助 by the courtesy of PONY CANYON INC. - YUKARIE by the courtesy of TOSHIBA EMI LTD. |

## 参照
1. 1 2 3 4 5 6 7 8  『VAMP』（12cmCD）中森明菜、MCAビクター、1996年12月18日。MVCZ-1002。
2. ↑  中森明菜（歌手）『VAMP』（12cmCD）MCAビクター、1996年12月18日。MVCZ-1002。
3. 1 2 3  “中森明菜-リリース-ORICON STYLE ミュージック”.  オリコン. 2012年3月20日閲覧。
4. 1 2 3  “中森明菜 / ヴァンプ [限定] [CD] [アルバム] - CDJournal.com”.   音楽出版社. 2011年6月19日閲覧。
5. ↑  “中森明菜 / WONDER [廃盤] [CD] [アルバム] - CDJournal.com”.   音楽出版社. 2012年3月20日閲覧。
6. ↑  『歌姫伝説 〜90's BEST〜』（3×12cmCD+DVD）中森明菜、ユニバーサルシグマ、2008年2月27日。UMCK-9196。
7. ↑  “中森明菜 / 歌姫伝説〜90's BEST〜 [3CD+DVD] [限定] [CD] [アルバム] - CDJournal.com”.   音楽出版社. 2012年3月20日閲覧。
8. ↑  “検索結果-ORICON STYLE アーティスト/CD検索”.   オリコン. 2012年4月12日閲覧。
9. 1 2  『ALBUM CHART-BOOK COMPLETE EDITION 1970 〜 2005』オリコン・マーケティング・プロモーション、2006年4月25日、3、457頁頁。ISBN 4871310779。

## 収録作品
- 『歌姫伝説 〜90's BEST〜』